# Danny Boffin
Danny Edouward Boffin (* 10. Juli 1965 in Sint-Truiden) ist ein ehemaliger belgischer Fußballspieler, der nach seinem Karriereende als Aktiver als Jugendtrainer und Scout tätig ist, aber auch bereits als Trainer von Provinzklubs in Erscheinung trat.

## Leben
Boffin spielte in der Jugend bei VV St. Truiden, bei der er auch im Jahre 1984 seine Karriere im Herrenfußball startete. Noch in der Saison 1984/85 ohne Ligaeinsatz war er bereits ab der Folgesaison Stammkraft im Mittelfeld seines Klubs. 1987 wechselte er zum FC Lüttich, wo er auf Anhieb Stammspieler war. 1991 wechselte er zum RSC Anderlecht, wo er drei Mal Meister wurde und einen Pokalsieg feiern konnte. 1997 ging er nach Frankreich zum FC Metz. Mit dem Verein wurde er 1998 Vizemeister und stand 1999 im Finale der Coupe de la Ligue, wo sich der RC Lens mit 1:0 durchsetzte. Im Frühjahr 2001 kehrte Boffin nach Belgien zu seinem Heimatklub VV St. Truiden zurück. Hier entwickelte der Verteidiger Torgefahr: In 96 Spielen gelangen ihm 29 Tore. 2003 wechselte er zu Standard Lüttich. Dort kam er jedoch nur auf fünf Einsätze und beendete im Sommer 2004 seine aktive Laufbahn.
Boffin war zwischen 1989 und 2002 belgischer Nationalspieler. In 53 Länderspielen erzielte er ein Tor. Er gehörte zum belgischen Kader bei den Weltmeisterschaften 1994, 1998 und 2002.

## Erfolge
- Belgischer Meister: 1993, 1994, 1995
- Belgischer Pokalsieger: 1990, 1994